# Всеобщие выборы в Гватемале (1954)
Всеобщие выборы в Гватемале проходили 10 октября 1954 года. На них проходили выборы в Конституционную ассамблею и плебисцит по президентству Карлоса Кастильо Армаса. По официальным данным 99,92% избирателей проголосовали в пользу президентства Армаса. На выборах в Конституционную ассамблею победу одержал Национальный антикоммунистический фронт, получивший 57 из 65 мест собрания.

## Результаты

### Плебисцит
| Выбор                              | Голоса  | %     |
| ---------------------------------- | ------- | ----- |
| За                                 | 485 699 | 99,92 |
| Против                             | 400     | 0,08  |
| Недействительных/пустых бюллетеней |         | -     |
| Всего                              | 486 099 | 100   |
| Источник: Holden                   |         |       |

### Выборы в Конституционную ассамблею
| Партия/Альянс                                          | Голоса | % | Места |
| ------------------------------------------------------ | ------ | - | ----- |
| Национальный антикоммунистический фронт                |        |   | 57    |
| Антикоммунистический комитет университетских студентов |        |   | 2     |
| ACCA                                                   |        |   | 2     |
| Независимая антикоммунистическая партия Запада         |        |   | 2     |
| Независимые¹                                           |        |   | 2     |
| Недействительных/пустых бюллетеней                     |        | - | -     |
| Всего                                                  |        |   | -     |
| Источник: Ebel                                         |        |   |       |